# Lucio Manca
Lucio Manca (Cagliari, 17 marzo 1987) è un bassista e compositore italiano.

## Biografia
Il suo primo album solista “Everybody Needs An Angel” è un concept album interamente strumentale ed è stato distribuito dall'etichetta austriaca Noisehead Records.
Oltre a Moses Concas ha collaborato in live e studio con varie band: Solid Vision, Exorcism, Raven Lord, Jaded Star, Screaming Shadows, Dogmathica, Tamurita ma anche Pino Scotto, Tony Esposito nelle esibizioni dal vivo. 
Ha lavorato anche con i chitarristi Joe Stump, Francesco Marras (Tygers of Pan Tang) e Brian Maillard.
Le influenze musicali di Lucio Manca  spaziano in diversi generi e stili. Nei progetti musicali ha sperimentato con fusion, rock progressivo e world music, incorporando elementi da diverse tradizioni musicali. Alcuni dei suoi ispiratori includono artisti come Jaco Pastorius, Ryan Martinie e Steve DiGiorgio.
Nel 2016 esce il suo secondo album solista "An old man's sad Story" e nel 2020 il suo terzo album "Third outline of a new Beginning".

## Discografia

### Album da solista
- 2013 - Everybody needs an angel
- 2016 - An old man's sad story
- 2020 - Third outline of a new beginning

### Con i Solid Vision
- 2010 - Sacrifice
- 2011 - ELEVEN 11.11.11 DVD

### Con gli Exorcism
- 2014 - I am God
- 2015 - World in Sin

### Con i Raven Lord
- 2016 - Down the Wasteland

### Con i Dogmathica
- 2022 - Schema

### Altri
- 2006 - Chi saprà accettare sempre disprezzerà - Bavarja
- 2008 - Nodo alla gola - Bavarja
- 2008 - Inscribed in the Victim Scars - Natrium
- 2008 - Bremys - Bremys
- 2009 - Anything is better tha lie - Monolythus
- 2010 - Resurgo - Bremys
- 2014 - Coranta - Su Maiustu
- 2014 - What really pisses me off - Iknausea
- 2015 - No potho reposare - Stone Republic
- 2016 - Vivere - Tamurita
- 2017 - La Isla - Tamurita
- 2018 - Vital Science - Vital Science
- 2018 - Tu sei - Tamurita
- 2019 - Chi ama Vince feat Omar pedrini - Tamurita
- 2019 - Chosen One - Jet Black 3
- 2021 - Travel of a Vaccine - Moses Concas
- 2021 - Libero - Moses Concas
- 2021 - Wait a minute - Moses Concas
- 2024 - Funkalicious - Moses Concas
- 2024 - Life Force - Darkyra